# A Spanish Piece
«A Spanish Piece» (с англ. — «Испанская пьеса, Испанская мелодия») — композиция группы Pink Floyd с альбома 1969 года More — саундтрека к фильму Барбета Шрёдера «Ещё» (More). Представлена на второй стороне LP пятым по счёту треком. Авторство «A Spanish Piece» принадлежит гитаристу Дэвиду Гилмору. Мелодию испанской гитары в композиции сопровождает монолог Гилмора, говорящего по-английски с испанским акцентом. «A Spanish Piece» является первым треком Pink Floyd, исключительным автором которого стал Дэвид Гилмор.
В фильме «Ещё» версия композиции «A Spanish Piece» звучит во время сцены, в которой Стефан, только что приехавший на Ибицу, в поисках Эстеллы заходит в гостиницу и узнаёт от администратора, что Эстеллы нет здесь уже два дня.

## Участники записи
- Дэвид Гилмор — акустическая гитара, речитатив.